# Crutch
Crutch var en civil parish från 1858 till 1933 då den blev en del av Hampton Lovett, i grevskapet Worcestershire, i England. Civil parish var belägen 12 km från Worcester och hade 9 invånare år 1931.